# Đức Long, Cao Bằng
Đức Long là một xã của tỉnh Cao Bằng, Việt Nam.

## Địa lý
Xã Đức Long nằm ở phía đông huyện Thạch An, có vị trí địa lý:
- Phía đông giáp Trung Quốc
- Phía tây giáp xã Lê Lợi và xã Thụy Hùng
- Phía nam giáp tỉnh Lạng Sơn và xã Lê Lợi
- Phía bắc giáp huyện Quảng Hòa và xã Thụy Hùng.

Xã Đức Long có diện tích 31,25 km², dân số năm 2019 là 1.928 người, mật độ dân số đạt 61 người/km².
Trên địa bàn xã có một số ngọn núi như Cốc Phường, Keng Phân, Khau Múc, Lầm Lường, Lũng Phản, Phia Tòn. Các con suối chảy qua xã gồm suối Bản Là, suối Nà Đao, suối No Đạo, suối Nà Rị. Trên địa phận Đức Long có đài quan sát Bộ chỉ huy chiến dịch biên giới 1950, có đồn biên phòng Đức Long và trạm biên phòng Nà Lạn.

## Lịch sử
Sau năm 1975, Đức Long là một xã thuộc huyện Thạch An.
Đến năm 2019, xã Đức Long được chia thành 9 xóm: Bản Vì, Bản Nghèn, Bản Viện, Đoỏng Đeng, Nà Giới, Nà Mản, Bản Là, Bản Pò, Bản Mới.
Ngày 9 tháng 9 năm 2019, Hội đồng Nhân dân tỉnh Cao Bằng ban hành Nghị quyết số 27/NQ-HĐND về việc:
- Sáp nhập ba xóm Bản Vì, Đoỏng Đeng, Nà Giới thành xóm Đoàn Kết.
- Sáp nhập hai xóm Nà Mản và Bản Là thành xóm Thành Công.

## Hành chính
Xã Đức Long được chia thành 6 xóm: Bản Mới, Bản Nghèn, Bản Pò, Bản Viện, Đoàn Kết, Thành Công.